# Collarada
La Collarada est un sommet pyrénéen situé sur la commune de Villanúa, dans la province de Huesca, dans le Nord de l'Espagne. Il culmine à 2 883 mètres d'altitude.

## Histoire
La première ascension connue est l'œuvre de Henry Russell et le chasseur Jean Labarthe le 16 juillet 1876.

## Voies d'accès
- Ascension voie normale par Canfranc et le cirque d'Yp[2]